# Чинк (прозвище)
Чинк (англ. chink, букв. «щель») — в английском языке оскорбительное прозвище, употребляемое в отношении этнических китайцев и лиц китайского происхождения, а в некоторых случаях — и всех уроженцев Восточной и Юго-Восточной Азии.

## Происхождение
Происхождение слова «chink» остаётся неясным до конца. По одной версии, произошло от междометия «ching-ching» (чин-чин), по другой — от английского названия Китая «China», по третьей — искажённое «Цин» (Qing). Ещё одна версия предполагает, что «chink» — искажённое название Китая в индо-иранских языках, перекочевавшее в другие европейские языки.
В русском языке наиболее точными переводами данного слова являются «китаёза» в значении «лицо китайской национальности» и «узкоглазый» в более широком смысле «представитель монголоидной расы, уроженец Восточной Азии».

## История
Впервые упоминание слова «chink» зафиксировано около 1880 года, хотя образованное от него прилагательное «chinky» впервые упомянуто в печати в 1878 году. Слово «чинки» в современном британском варианте английского языка является жаргонным названием любого блюда китайской кухни.
В начале XX века в Канаде и США появилось очень много иммигрантов из Китая, что американцы европейского происхождения расценивали как угрозу, которая могла привести к падению уровня жизни. Китайцам, однако, предлагали работу на Западном побережье США в связи с острой нехваткой кадров. Китайских раздельщиков мяса и рыбы высоко ценили, что стало причиной того, что Эдмунд Смит, запатентовавший машину для разделки рыбы в 1905 году, назвал её «Железным китайцем» (англ. Iron Chink, Железный китаёза), однако некоторые назвали это одним из самых ярых актов проявления ненависти к китайцам в США. Оригинальное название рассказа Томаса Берка «Китаец и девочка» — «The Chink and the Child» — показалось неполиткорректным Дэвиду Гриффиту, который снял его экранизацию под названием «Сломанные побеги».
«Чинками» стали называть не только китайцев, но и всех лиц родом с Восточной и Юго-Восточной Азии. Примером тому служат фильмы «Взвод» 1986 года и пьеса «Палки и кости» 1971 года, также экранизированная.

## Современный статус
Слово «чинк» в современном английском языке считается таким же грубым, как слова «ниггер» (в отношении чернокожих), «даго» (итальянцев), «джап» (японцев), «кайк» (евреев), «паки» (пакистанцев) и «лебо» (ливанцев). Тем не менее, слово «чинк» американцы китайского происхождения иногда употребляют без намерения оскорбить, как и чернокожие слово «ниггер» — композитор и музыкант тайваньского происхождения Александр Лихом Ван называет свой стиль с элементами фьюжн «чинкед-аут» (англ. chinked-out) и полагает, что в будущем слово «чинк» не будет считаться оскорбительным прозвищем.
Слово «chink» используется в ряде литературных произведений и кинофильмов, но иногда применяется и для высмеивания расовых предрассудков. Так, в фильме «Не грози южному централу, попивая сок у себя в квартале» герой Криса Спенсера обращается к герою Шона Уэйанса не использовать слово «nigger» в отношении чернокожих как оскорбительное, но когда говорит, что хочет забрать бельё из прачечной, принадлежащей китайцу, то называет её хозяина презрительно «chink» (в русском переводе — «желтозадый»).

## Резонансные эпизоды

### Австралия
В Австралии сохраняется предвзятое отношение к китайским иммигрантам, диаспоре и их потомкам. В 1850-е и 1860-е годы большое количество китайцев отправились на заработки в Австралию, когда там обнаружили золото. Уже тогда у австралийцев появились предрассудки по отношению к китайцам и обидные прозвища — «чайнамэн» и «чинк» — а также начались первые конфликты, перераставшие в китайские погромы и нападения на китайских старателей. Предполагается, что одной из причин, помимо расовой нетерпимости, был тот факт, что китайцы отправляли всё заработанное домой, а не вкладывали в австралийскую экономику. В 1887 году в сиднейском журнале The Bulletin некто заявил, что «ни негр, ни китаёза, ни ласкар, ни „канака“ (рабочий с юга Тихого океана), ни гонящийся за дешёвым трудом австралийцами не являются». В связи с этим федеральное правительство ввело закон о запрете иммиграции лиц неевропейского расового происхождения в Австралию, чтобы защитить австралийцев британского происхождения от нежелательной конкуренции.

### Великобритания
Одним из примеров борьбы против расистских предубеждений стала песня «Melting Pot» (Плавильный котёл) британской поп-группы Blue Mink, вошедшая в 1969 году в Топ-3 синглов в стране. В ней содержатся следующие строчки:

Возьми кусок белого человека,

Заверни его в чёрную кожу.

[…]

Смешав с жёлтыми китайчиками.

Знаешь, если собрать всё это,

То получишь рецепт, как со всеми поладить.

Ах, какой прекрасный сон,

Если бы он стал явью.
Оригинальный текст (англ.)
Take a pinch of white man

Wrap him up in black skin.

[...]

Mixed with yellow Chinkees.

You know you lump it all together

And you got a recipe for a get-along scene

Oh what a beautiful dream

If it could only come true

Тем не менее, употребление слова «chink» и производных от него даже в контексте литературного произведения может вызвать возмущения: в 1999 году на экзамене по английскому языку в Шотландии предлагалось прокомментировать фрагмент текста, где было слово «chinky». Шотландцы китайского происхождения заявили, что не потерпят использование подобных отрывков, и организаторы экзамена принесли извинения, назвав включение текста ошибкой.

### Индия
В Индии словами «chinky» («chinki») называют не только уроженцев Восточной Азии, но и жителей Северо-Восточной Индии и Непала, которых постоянно путают с китайцами, хотя непальцы по внешности и культуре ближе к тибетцам и бирманцам, а не к китайскому этносу хань. В 2012 году Министерство внутренних дел Индии законом запретило называть словом «чинки» представителя любой зарегистрированной касты или племени Индии, квалифицировав это как уголовное преступление с возможным наказанием до пяти лет лишения свободы, а также предупредило, что будет строго следить за исполнением закона.

### США
Спортивные команды школ города Пикин в штате Иллинойс до 1981 года называли себя «Пикин Чинкс» (англ. Pekin Chinks), однако школьное руководство решило переименовать команды в «Пикин Дрэгонс», и это событие привлекло внимание всей страны.
Нью-Йоркская радиостанция WQHT, также известная как Hot 97, 17 января 2005 года поставила в эфир песню «USA for Indonesia», также известную как «Tsunami Song», которая была пародией на «We Are The World» и представляла в откровенно оскорбительном свете события и последствия землетрясения в Индийском океане декабря 2004 года — в тексте было словосочетание «screaming chinks». Разгоревшийся скандал привёл к увольнению продюсера Рика Дель Гадо и радиоведущих Тодда Линна и Мисс Джонс как соавторов песни. Позже Мисс Джонс восстановили, что возмутило представителей китайской и иных азиатских общин США.
В 2001 году Сара Сильверман выступила в одном из выпусков шоу «Поздним вечером с Конаном О’Брайаном» и произнесла слово «chink», которое не было запикано, вопреки требованиям. Вследствие этого в ток-шоу Politically Incorrect произошла встреча представителя азиатских общин, правозащитника японского происхождения Гая Аоки с Сильверман, и тот заявил, что Сильверман не знала статус и смысл слова.
В Филадельфии существовал ресторан под названием «Chink’s Steaks», репортаж о котором попал на страницы газеты Philadelphia Daily News. Ресторан был назван по имени его первого хозяина — американца еврейского происхождения Сэмуэла Шермана, которого обзывали «Chink» за узкие глаза. Представители азиатских общин потребовали переименовать ресторан, что в итоге было сделано в 2013 году — отныне ресторан называется Joe's Steaks + Soda Shop.
В начале 2000 года в Калифорнийском университете в Дейвисе прокатилась волна инцидентов, связанных с враждебным отношением белых американцев к азиатам (как на уровне отдельных лиц, так и на уровне студенческих братств) — ограбления и избиения. Были зафиксированы случаи выкрикивания оскорбительных фраз (в том числе со словом «chink»), в том числе и во время нападения 15 человек на членов азиатского студенческого братства. Последовали протесты с требованием разрешить конфликт и добиться прекращения дискриминации китайцев на расовой почве.
В феврале 2012 года ESPN уволил одного сотрудника и отстранил другого за то, что те в публикациях о баскетболисте тайваньского происхождения Джереми Лине назвали его «щелью в доспехах» (англ. Chink in the armor). Парадокс ситуации заключался в том, что подобное выражение не несло никакой оскорбительной коннотации, поскольку до этого постоянно употреблялось в спорте и было синонимом выражения «ахиллесова пята», описывая уязвимую зону (руководство ESPN, однако, увидело двойное значение при употреблении).